# ガド
ガドは、ヤコブの第7子で、レアの女奴隷ジルパが産んだ最初の子供であり、ガド族の開祖である。エジプトに下るときに7人の子供がいた。

## ガド族
人口調査の時に、20歳以上の男子の数は45650人であった。しかし、2度目の人口調査の際には40500人であった。
出エジプトの際には、ルベン族の隣、幕屋の南側に宿営した。
パレスチナへ移住する際には、カド族はルベン族、マナセ族の半部族と共に、羊飼いとしてヨルダン川の反対側に残留した。それは、牧畜に適したヨルダン川の東側を求めたためであった。
しかし、定住後は、カナン人と戦う責任を負わされて、先頭に立って戦い、ヨシュアから祝福を受けていた。